# 家庭餐廳戰士布丁
《家庭餐廳戰士布丁》是日本漫畫家ひのき一志的青年漫畫作品，在少年畫報社的漫畫雜誌《Young Comic》2001年12月號到2005年8月號期間連載，單行本共六冊。後來陸續改編成OVA和遊戲等相關作品。

## 故事
轟シュウタ被父親任命去擔任家庭餐廳「ALamode」（アラモード）的店長時，卻意外得知ALamode是地球防衛隊的秘密基地，店內的女服務生們真實身份是家庭餐廳戰士。為了對抗邪惡組織「リビドーキングダム」，シュウタ需要補充家庭餐廳戰士的能量「ココロエナジー」。

## 角色
（聲優：高橋あきお）
本作男主角。原本只是大學學生，從父親轟博士收到來信後被任命去擔任ALamode的店長兼隊長。
（聲優：南見ちはる）
身高：157cm，スリーサイズ：97/57/87，生日：7月7日
ALamode的服務生，第7號家庭餐廳戰士「プリン」。
（聲優：平田ゆき乃）
身高：174cm，三圍：99/58/90，生日：1月1日
第1號家庭餐廳戰士「チョコ」。與シュウタ的父親成立地球防衛組織ALamode，負責指導其他家庭餐廳戰士們。
（聲優：水野沙耶）
身高：165cm，三圍：92/52/82，生日：2月2日
ALamode的服務生，第2號家庭餐廳戰士「ゼリー」。
（聲優：瑞希早苗）
身高：153cm，三圍：73/43/73，生日：3月3日
ALamode的服務生，第3號家庭餐廳戰士「パンナコッタ」。
（聲優：きらしょうこ）
身高：154cm，三圍：104/64/94，生日：4月4日
ALamode的服務生，第4號家庭餐廳戰士「パフェ」。
（聲優：平田ゆき乃）
身高：165cm，三圍：85/55/85，生日：5月5日
ALamode的服務生，第5號家庭餐廳戰士「ショコラ」。
（聲優：新堂真弓）
身高：160cm，三圍：78/58/78，生日：8月8日
ALamode的服務生，第8號家庭餐廳戰士「ティラミス」。

## 單行本
| 集數 | 發售日         | ISBN               |
| ---- | -------------- | ------------------ |
| 1    | 2002年2月25日  | ISBN 4-7859-2166-8 |
| 2    | 2002年10月9日  | ISBN 4-7859-2241-9 |
| 3    | 2003年8月28日  | ISBN 4-7859-2339-3 |
| 4    | 2004年3月24日  | ISBN 4-7859-2407-1 |
| 5    | 2004年11月26日 | ISBN 4-7859-2483-7 |
| 6    | 2005年10月24日 | ISBN 4-7859-2582-5 |

## OVA
OVA是由Milky在2004年5月25日到2005年2月25日期間發售的成人動畫，分成VHS和DVD共三集，合集版於2007年3月25日發售。
主題曲
- 片頭曲

作詞：ひのき一志，作曲：かつちん，編曲：ぴかりん，主唱：西村プリン
- 片尾曲

作詞：ひのき一志，作曲、編曲：ぴかりん，主唱：アラモード隊
工作人員
- 導演、編劇：金澤勝真
- 企画：中村譲
- 角色設計：雨宮まこと、紅蓮ダイスケ、はっとりますみ、しんりん
- 分鏡：東南西北写樂齊、金澤勝真
- 作畫監督：紅蓮ダイスケ
- 製作人：矢澤哲夫、渡来猛人
- 製作：FPAP

## 遊戲
遊戲是由IMAGE-WORKS於2004年4月23日發售的冒險類型成人遊戲。